# 山田操
山田操（やまだ　まもる、1924年-　）は、日本の社会学者、神奈川大学名誉教授。
奈良県生まれ。1948年京都帝国大学文学部哲学科卒。神奈川大学助教授、教授。1995年定年退任、名誉教授。

## 著書
- 『近代日本社会構造論』理想社 1959
- 『現代日本の地域社会 京浜地帯と地域運動』世界書院 1967
- 『京浜都市問題史』恒星社厚生閣 1974

共著
- 『現代社会学の理論』富田富士雄,河村十寸穂共著 新評論 1966

### 翻訳
- M.ボッフィ G.ベルゴラほか『現代都市論 イタリヤ都市社会学の展開』編訳 恒星社厚生閣 1981
- C.G.ピックバンス編『都市社会学 新しい理論的展望』共訳 恒星社厚生閣 1982
- マニュエル・カステル『都市問題 科学的理論と分析』恒星社厚生閣 1984
- スチュアート・ロー『都市社会運動 カステル以後の都市』吉原直樹共訳 恒星社厚生閣 1989